# 영종도서관

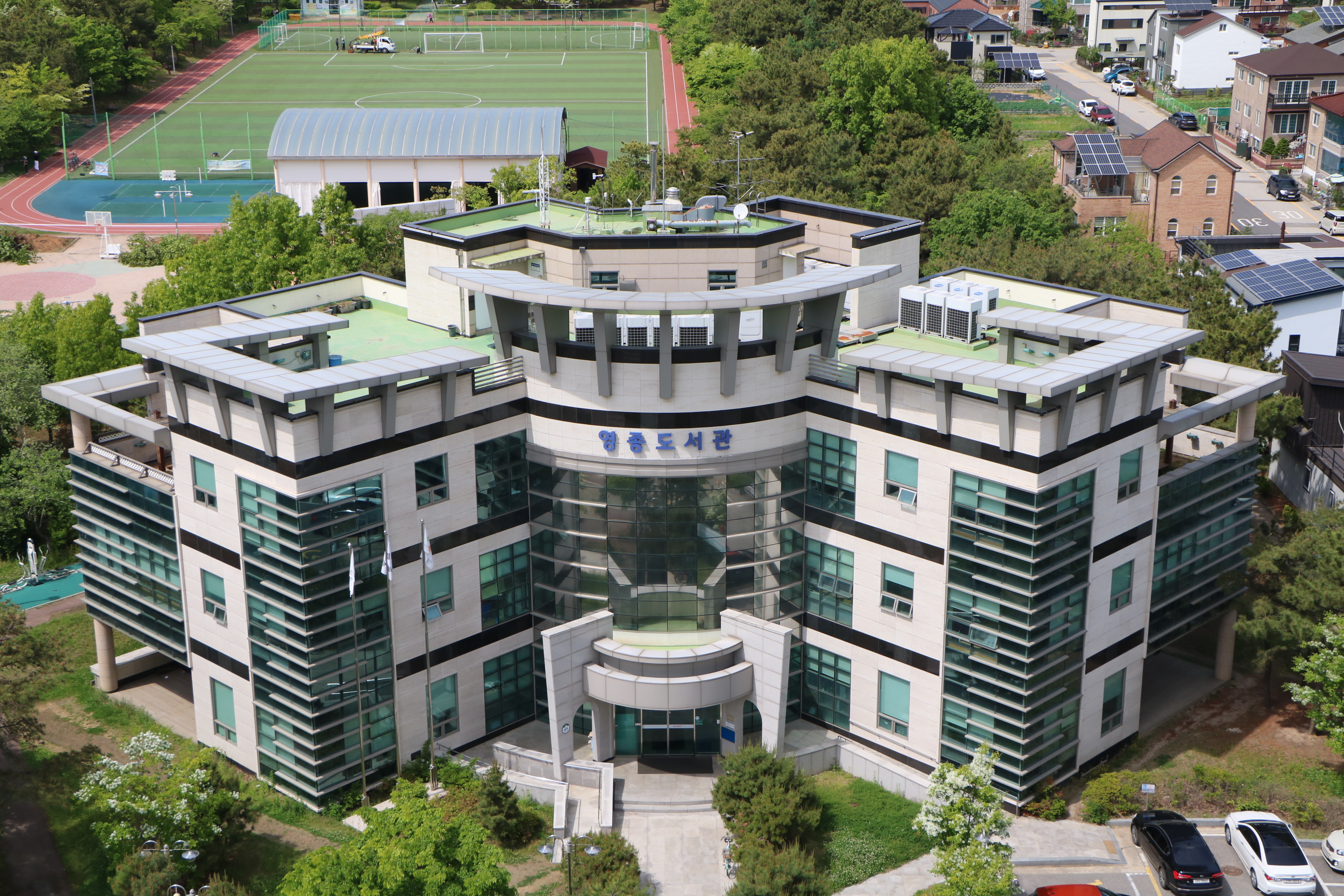
영종도서관

영종도서관은 인천광역시 중구 운서동 소재의 시립 공공도서관이다.

## 연혁
영종도서관은 2009년 3월 25일에 개관하였다.

## 수상 내역
- 2016년10회 도서관 선진화 현장사례 우수상 수상(문화체육관광부장관상)[2]
- 2017년 전국도서관운영평가 문화체육관광부 장관상[1]
- 2017년11회 도서관 선진화 현장사례 우수상 수상 (문화체육관광부장관상)[3]
- 2017년 제10회 도서관 장애인서비스 우수사례 최우수상 수상 (국립중앙도서관장상)
- 2017년 「길 위의 인문학 사업」 우수기관 수상(한국도서관협회장상)
- 2017년 「도서관과 함께 책 읽기」 국립어린이청소년도서관장상 수상
- 2018년도서관 독서 프로그램 경연대회 우수 프로그램 선정(주관: 한국도서관협회)
- 2018년 도서관 길 위의 인문학' 사업평가 우수도서관 선정(한국도서관협회장상)
- 2019년 공공도서관 독서보조기기 국고지원사업 선정(주관: 국립장애인도서관)
- 2019년 제13회 도서관혁신 아이디어 논문 및 우수 현장사례 우수상(문화체육장관상) 수상
- 2019년「도서관과 함께 책 읽기」국립어린이청소년도서관장상 수상
- 2021년 특화도서관(아카이브 구축) 선정 (주관: 문화체육관광부)
- 2021년 스마트 K-도서관 미디어 창작 공간 선정, 「스튜디오Y」 개설
- 2022년 평생교육 유공표창 수상(인천시장상)
- 2022년 공공도서관 협력업무 유공표창 수상(국립중앙도서관장상)
- 2023년 전국 도서관 운영 유공 국무총리상 수상

## 같이 보기
- 수봉도서관
- 율목도서관
- 꿈벗도서관

## 갤러리

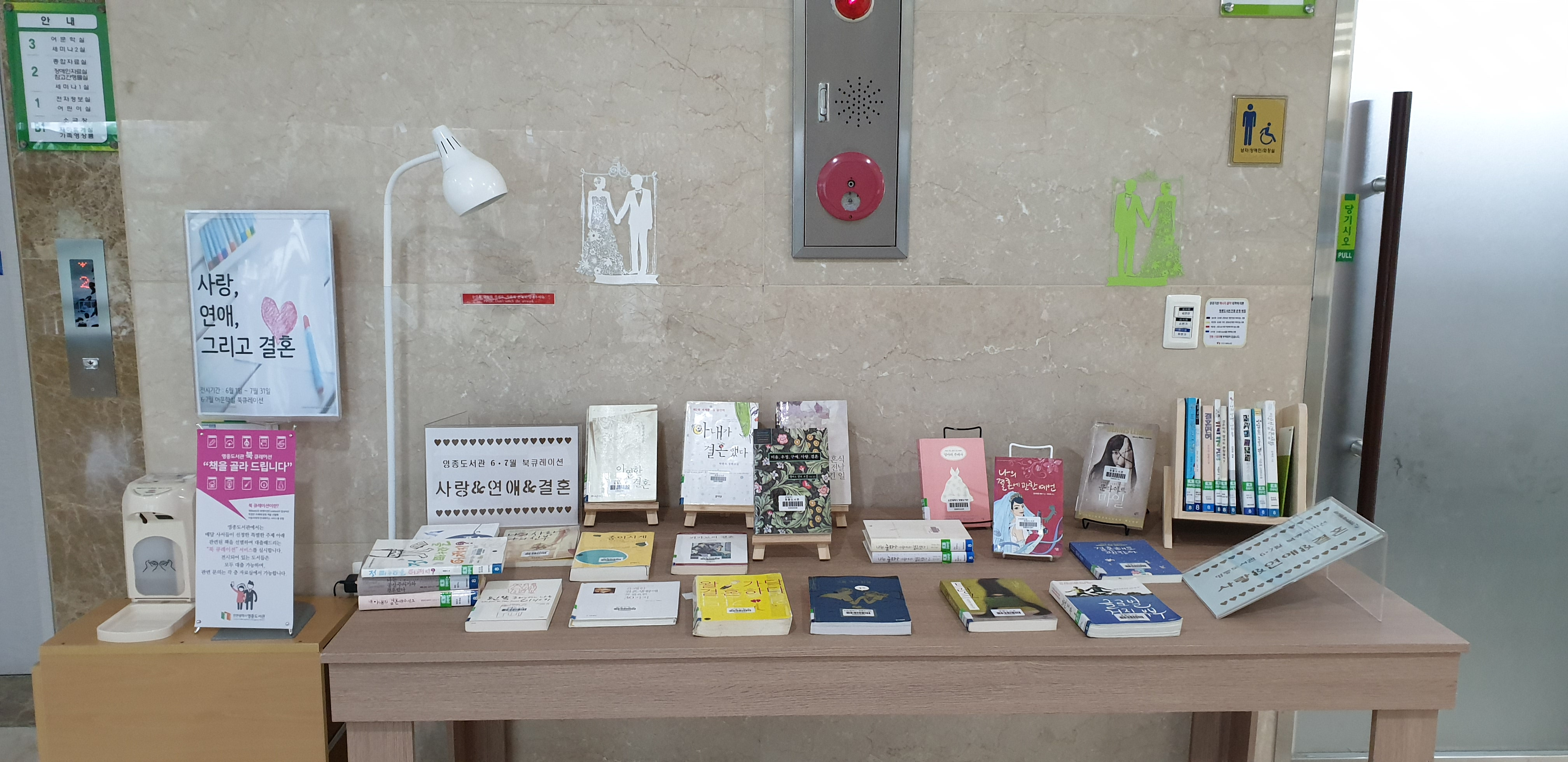
어문학실 6월 북큐레이션 -사랑, 연애 그리고 결혼
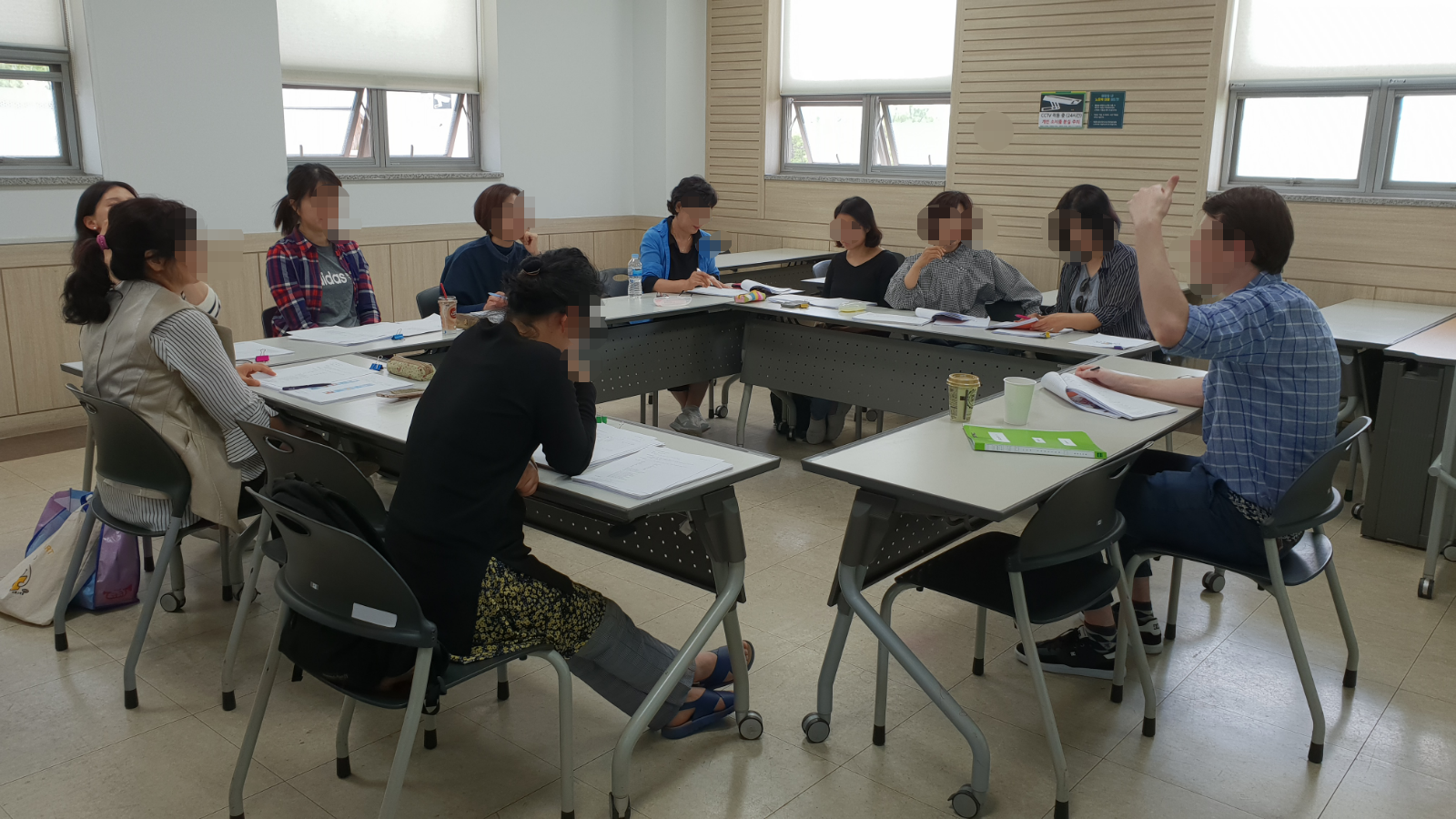
문화프로그램 운영
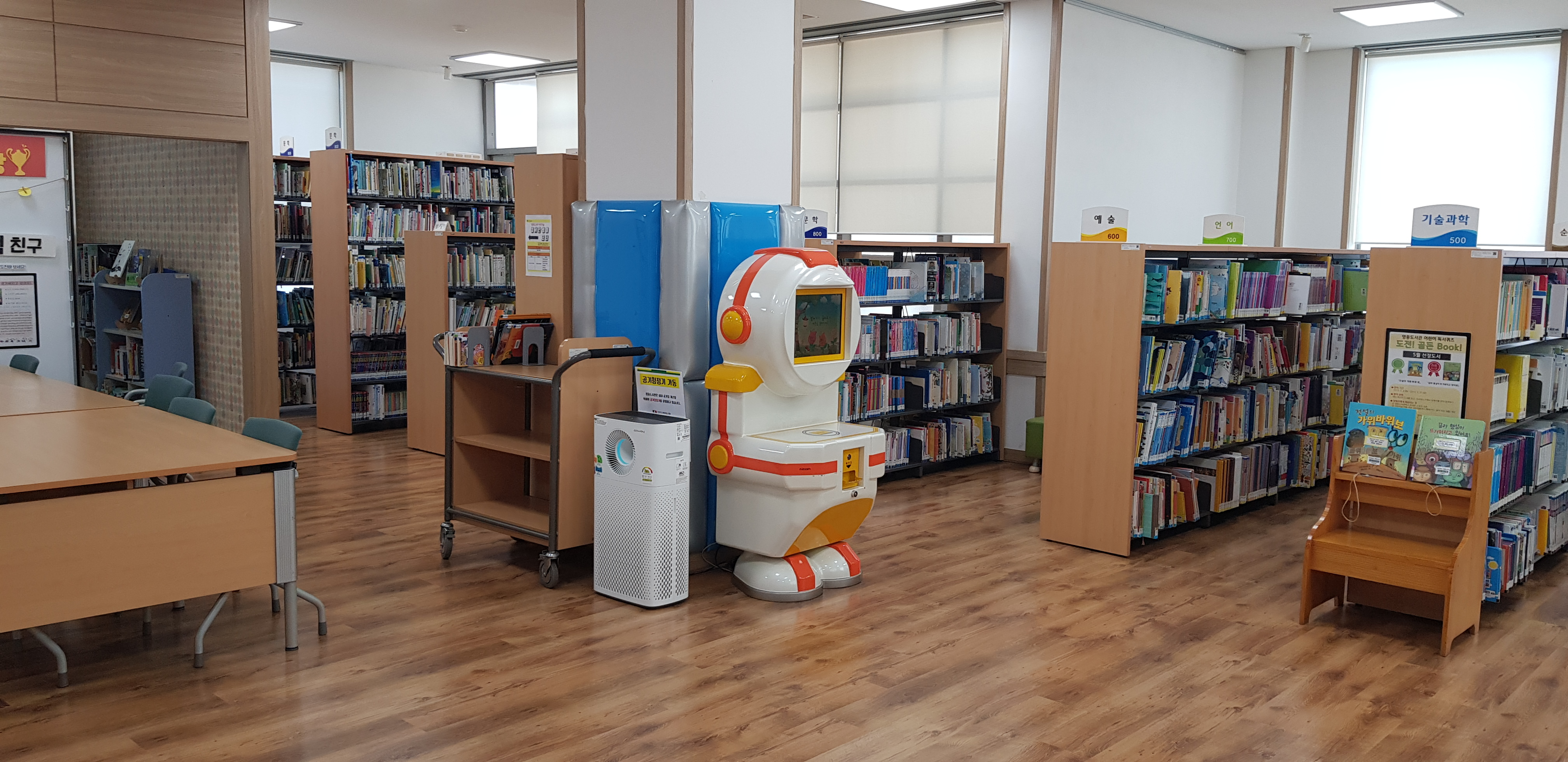
어린이실